# Эбнер, Эразм
Эразм Эбнер (нем. Erasmus Ebner; 21 декабря 1511, Нюрнберг — 24 ноября 1577, Хельмштедт) — немецкий политический деятель, дипломат и учёный.

## Биография
Эразм Эбнер родился в семье известного деятеля реформации Иеронима Эбнера. Получил образование в частной школе Меланхтона, который для него составил свои «Elementa grammatices»; посещал эту школу с 11 лет. В 1523 году под руководством Меланхтона обучался в Виттенбергском университете. В 1530 году сопровождал Меланхтона на Аугсбургский рейхстаг.
Как член нюрнбергского городского совета принимал деятельное участие во внешней политике Нюрнберга, в 1536—1552 годах выполнял многочисленные дипломатические миссии. Много содействовал союзу, заключённому в 1552 году Нюрнбергом с герцогом Генрихом Брауншвейгским и Августом Саксонским против маркграфа Альбрехта Бранденбург-Кульмбахского. Тем не менее, в 1554 году, Эбнер покинул Германию и уехал в Нидерланды, где поступил на службу Филиппа II и Марии Английской. В 1564 году занимался управлением цинковым рудником в Брауншвейге.
В Германию он вернулся в 1569 году, став советником герцога Юлия Брауншвейгского, который подарил ему пробство Дорштадт, и Эбнер провёл последние годы своей жизни в занятиях богословием, классическими языками и математикой. Также Эбнер участвовал в создании Хельмштедтского университета.